# Bracon variator
Bracon variator är en stekelart som beskrevs av Christian Gottfried Daniel Nees von Esenbeck 1811. Bracon variator ingår i släktet Bracon och familjen bracksteklar. Arten är reproducerande i Sverige.

## Underarter
Arten delas in i följande underarter:
- B. v. asiaticus
- B. v. caucasicus
- B. v. rytrensis
- B. v. chinensis
- B. v. dimidiatus
- B. v. nigerrimus
- B. v. bipartitus
- B. v. rytrensis
- B. v. maculiger